# Eliseo Maria Coroli
Eliseo Maria Coroli (Castelnovo Val Tidone, 9 febbraio 1900 – Bragança, 29 luglio 1982) è stato un vescovo cattolico e missionario italiano, religioso barnabita.

## Biografia
Nato a Castelnovo Val Tidone, piccola frazione di Borgonovo Val Tidone, il 9 febbraio 1900, entrò nell'ordine dei Chierici regolari di San Paolo e fu ordinato presbitero il 15 marzo 1924.
Venne inviato in Brasile alla fine degli anni trenta, nel Sud, e dal 1930 nell'antica prelatura territoriale di Guamá, oggi diocesi di Bragança do Pará.

### Ministero episcopale
Eletto prelato di Guamá il 10 agosto 1940, fu consacrato vescovo il 13 ottobre successivo dal cardinale Benedetto Aloisi Masella.
Lavoratore instancabile, negli anni quaranta fondò, per aiutare la Chiesa cattolica in Amazzonia, la congregazione delle Missionarie di Santa Teresa del Bambin Gesù, alle quali impose, oltre ai tre canonici, un quarto voto: quello dell'allegria; per questo venne sempre ricordato come "il vescovo della gioia". Quest'Ordine ottenne l'approvazione diocesana nel 1976 e quella pontificia nel 1981.
Fece aprire, nel territorio della prelatura, diversi asili, scuole elementari e l'Ospedale Sant'Antonio Maria Zaccaria. Si dedicò anche ai mezzi di comunicazione, fondando Radio Educadora, emittente tesa all'alfabetizzazione della popolazione, soprattutto infantile.
Il 5 febbraio 1977 presentò la rinuncia al governo della prelatura, per raggiunti limiti d'età. Il 21 aprile 1980 gli succedette Michele Maria Giambelli, B.
Morì il 29 luglio 1982 e fu sepolto nella cattedrale di Bragança do Pará.
Nel 1996 fu aperta la causa di beatificazione. Da lui prende nome il comune brasiliano di Dom Eliseu.

## Genealogia episcopale
La genealogia episcopale è:
- Cardinale Scipione Rebiba
- Cardinale Giulio Antonio Santori
- Cardinale Girolamo Bernerio, O.P.
- Arcivescovo Galeazzo Sanvitale
- Cardinale Ludovico Ludovisi
- Cardinale Luigi Caetani
- Cardinale Ulderico Carpegna
- Cardinale Paluzzo Paluzzi Altieri degli Albertoni
- Papa Benedetto XIII
- Papa Benedetto XIV
- Papa Clemente XIII
- Cardinale Marcantonio Colonna
- Cardinale Giacinto Sigismondo Gerdil, B.
- Cardinale Giulio Maria della Somaglia
- Cardinale Carlo Odescalchi, S.I.
- Vescovo Eugène de Mazenod, O.M.I.
- Cardinale Joseph Hippolyte Guibert, O.M.I.
- Cardinale François-Marie-Benjamin Richard de la Vergne
- Cardinale Pietro Gasparri
- Cardinale Benedetto Aloisi Masella
- Vescovo Eliseo Maria Coroli, B.